# Abraxas proicteriodes
Abraxas proicteriodes là một loài bướm đêm trong họ Geometridae.